# Uriah Heep (personaj)

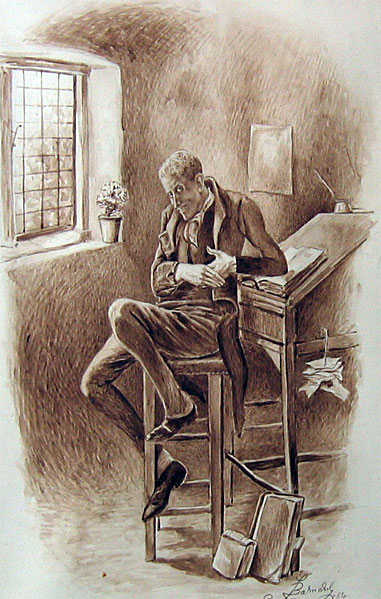
Uriah Heep

Uriah Heep este un personaj fictiv creat de Charles Dickens în romanul lui, David Copperfield. Caracterul este notabil pentru smerenia, servilismul și nesinceritatea sa. Numele lui a devenit sinonim cu a fi un Yes Man. El este personajul antagonist central din ultima parte a cărții.  